# Парижская Коммуна (Пензенская область)
Пари́жская Комму́на — посёлок в Мокшанском районе Пензенской области. Входит в состав Юровского сельсовета.

## География
Посёлок находится в северной части Пензенской области, на левом берегу реки Мокша, на расстоянии примерно 4 км к югу от посёлка Мокшан, административного центра района.

### Часовой пояс
Посёлок Парижская Коммуна, как и вся Пензенская область, находится в часовой зоне МСК (московское время). Смещение применяемого времени относительно UTC составляет +3:00.

## История
Посёлок основан на месте бывшей помещичьей экономии между 1919 и 1926 годами как совхоз «Парижская коммуна» льно-коноплеводческого треста. В 1939 году — посёлок Совхоз «Парижская коммуна». В 2004 году имелось 105 хозяйств.

## Население
| 1926 | 1930 | 1939 | 1959 | 1979 | 1989 | 1996 |
| ---- | ---- | ---- | ---- | ---- | ---- | ---- |
| 48   | ↘25  | ↗300 | ↗353 | ↘205 | ↗236 | ↗277 |
| 2002 | 2010 |      |      |      |      |      |
| ↗300 | ↘286 |      |      |      |      |      |